# Mikel Alonso
Mikel Alonso, właśc. Mikel Alonso Olano (ur. 16 maja 1980 w Tolosie) jest hiszpańskim piłkarzem. Od 2011 roku gra na pozycji pomocnika w Charlton Athletic. Wcześniej był piłkarzem Bolton Wanderers, do którego został wypożyczony z hiszpańskiego klubu Real Sociedad. Grał też w Numancii oraz w CD Tenerife.
Jest synem legendy Real Sociedad Periko Alonso i starszym bratem pomocnika Bayernu Monachium Xabiego Alonso. W Primera División zadebiutował 22 kwietnia 2001, przeciwko Realowi Valladolid.